# Mycomya canariornata
Mycomya canariornata is een muggensoort uit de familie van de paddenstoelmuggen (Mycetophilidae). De wetenschappelijke naam van de soort is voor het eerst geldig gepubliceerd in 1995 door Chandler & Ribeiro.